# Muséofile
Muséofile est une base de données du ministère français de la culture répertoriant les établissements labellisés musée de France au sens de la loi n° 2002-5 du 4 janvier 2002, placés sous le contrôle scientifique et technique de l'État, ainsi que quelques autres institutions muséales ne relevant pas de ce contrôle.
Chaque établissement labellisé Musée de France est associé à un identifiant Muséofile, commençant par la lettre "M", suivi de 4 chiffres. 
La base de donnée est consultable sur POP, la plateforme ouverte du patrimoine. Muséofile y est interconnectées avec plusieurs autres bases, dont Mérimée, portant sur le patrimoine architectural et Joconde, portant sur les oeuvres muséales. Lorsqu'un musée y a versé des notices d'œuvres de sa collection, la liste de celles-ci peut être visualisée en cliquant sur la mention « Voir les collections du musée ».
Au 1er janvier 2016, cette base contient 1 315 notices de musées, soit 1 216 des 1 222 musées de France recensés au 10 octobre 2014 et 99 autres musées.
Au 27 mars 2024, la base Muséofile ne comprend plus que 1226 notices. 
La liste des Musées de France est également accessible sur la plateforme data.gouv.fr 